# Bâtiment Progres à Belgrade
Le bâtiment Progres à Belgrade (en serbe cyrillique : Зграда „Прогреса“ у Београду ; en serbe latin : Zgrada „Progresa“ u Beogradu) est situé à Belgrade, la capitale de la Serbie, dans la municipalité urbaine de Stari grad. Il est inscrit sur la liste des monuments culturels protégés de la république de Serbie et sur la liste des biens culturels de la ville de Belgrade (identifiant no SK 2219),.

## Présentation
L'immeuble, situé 8-10 rue Zmaj Jovina et à l'angle de la rue Knez Mihailova, a été construit en 1993-1996, selon un projet des architectes Miodrag Mirković et Ljubiša Mangov. Constitué de six étages de bureaux et d'un rez-de-chaussée accueillant une galerie, il est caractéristique du style post-moderne des années 1990,.
Dès l'origine, la construction de ce nouveau bâtiment a été conditionnée par son inscription dans le contexte architectural de la rue Knez Mihailovo, une rue qui est inscrite sur la liste des entités spatiales historico-culturelles d'importance exceptionnelle de la république de Serbie,,. Le défi qui se présentait aux architectes était de trouver un équilibre entre l'ancien et le nouveau.

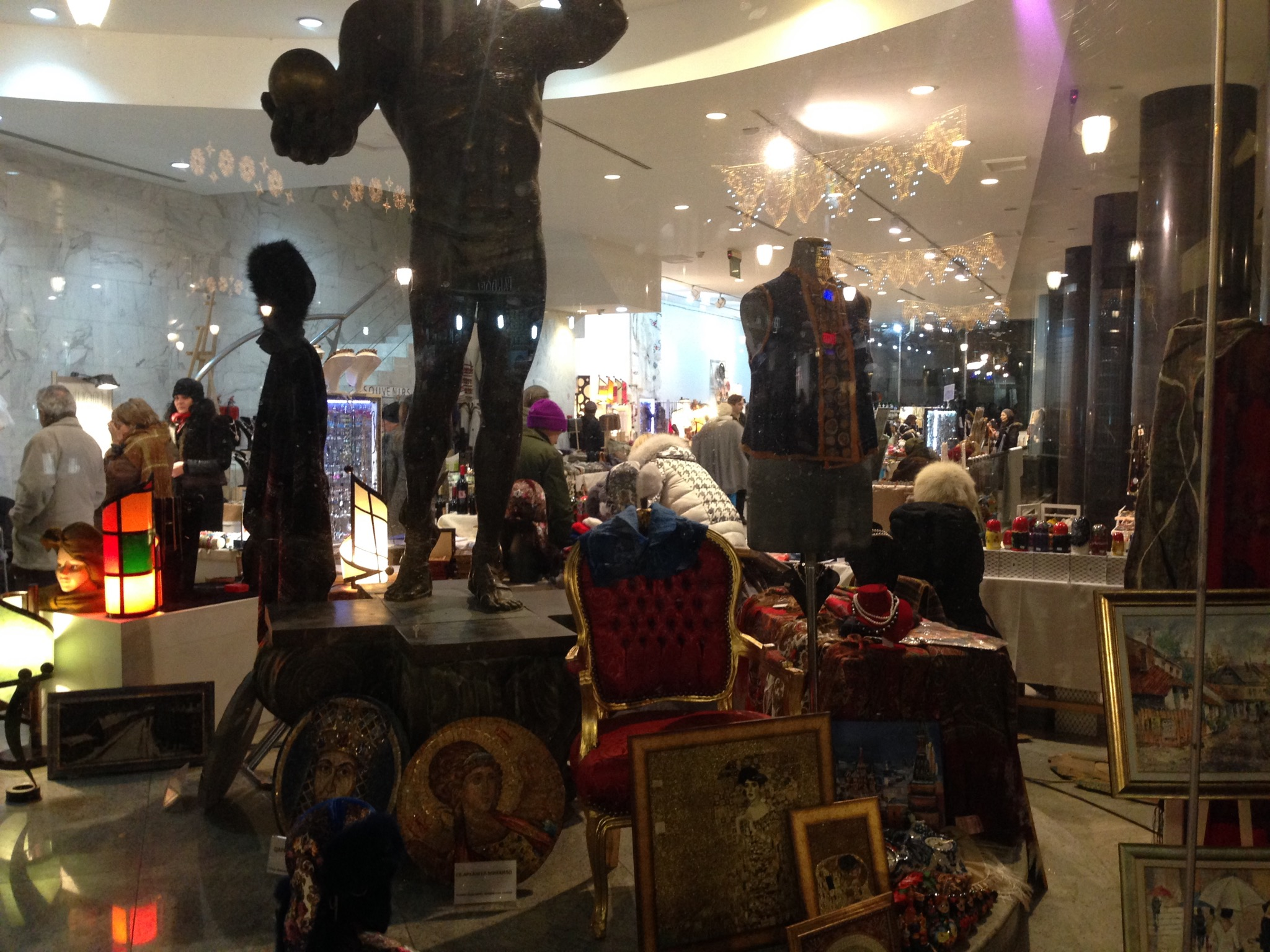
La galerie Progres, 2016.

La façade la plus courte, celle de la rue Knez Mihailova, se relie stylistiquement à la façade du bâtiment voisin, notamment grâce aux surfaces pleines et à l'organisation des fenêtres ; cette façade s'arrondit et devient convexe en s'inspirant de la façade d'angle arrondie de l'Institut français de Serbie situé juste en face, à un autre angle des rues Zmaj Jovina et Knez Mihailova ; cet immeuble, quant à lui, a été construit en 1939 dans le style moderniste de cette époque. La façade la plus longue, orientée vers la rue Zmaj Jovina, de forme légèrement arrondie, en verre, est rythmée par des bandes de marbre horizontales.
L'aménagement du rez-de-chaussée de la rue Zmaj Jovina a été réalisé selon le projet de l'architecte Branislav Jovin. La galerie d'art Progres, ouverte en 1996 à l'emplacement de l'ancienne galerie Sebastijan, occupe une superficie de 530 m2, au rez-de-chaussée et dans une partie du sous-sol du bâtiment,. L'entrée principale de la galerie, rue Knez Mihailova est mise en valeur par une sculpture en bronze du dieu Mercure sur un piédestal rotatif, œuvre de l'artiste Olja Ivanjicki, le membre le plus important du groupe d'art Medijala, dont l'exposition a inauguré la galerie en 1997,. Le rez-de-chaussée où se trouve la galerie est entièrement en verre, de sorte que le contenu de l'exposition est entièrement visible. La galerie expose des œuvres relevant des beaux-arts traditionnels (peinture, sculpture, architecture, graphisme et dessins) mais aussi des photographies, du design, des installations, des vidéos et d'autres formes d'expression modernes. Le reste du bâtiment sert de siège social à la société Progres, une société engagée dans le commerce national et international, qui pratique l'intermédiation financière et le conseil ; la société est cotée à la Bourse de Belgrade.
Pour ce bâtiment, les architectes concepteurs ont reçu le prix du journal Borba pour la réalisation architecturale la plus réussie en 1996. En 2018, il a participé à un concours organisé par le portail gradnja.rs destiné à choisir le plus beau bâtiment de Belgrade construit au cours des 25 dernières années ; la liste comptait 20 bâtiments en compétition et le concours a été finalement remporté par le Théâtre dramatique yougoslave reconstruit en 2005 par Zoran Radojičić et Dejan Miljković.

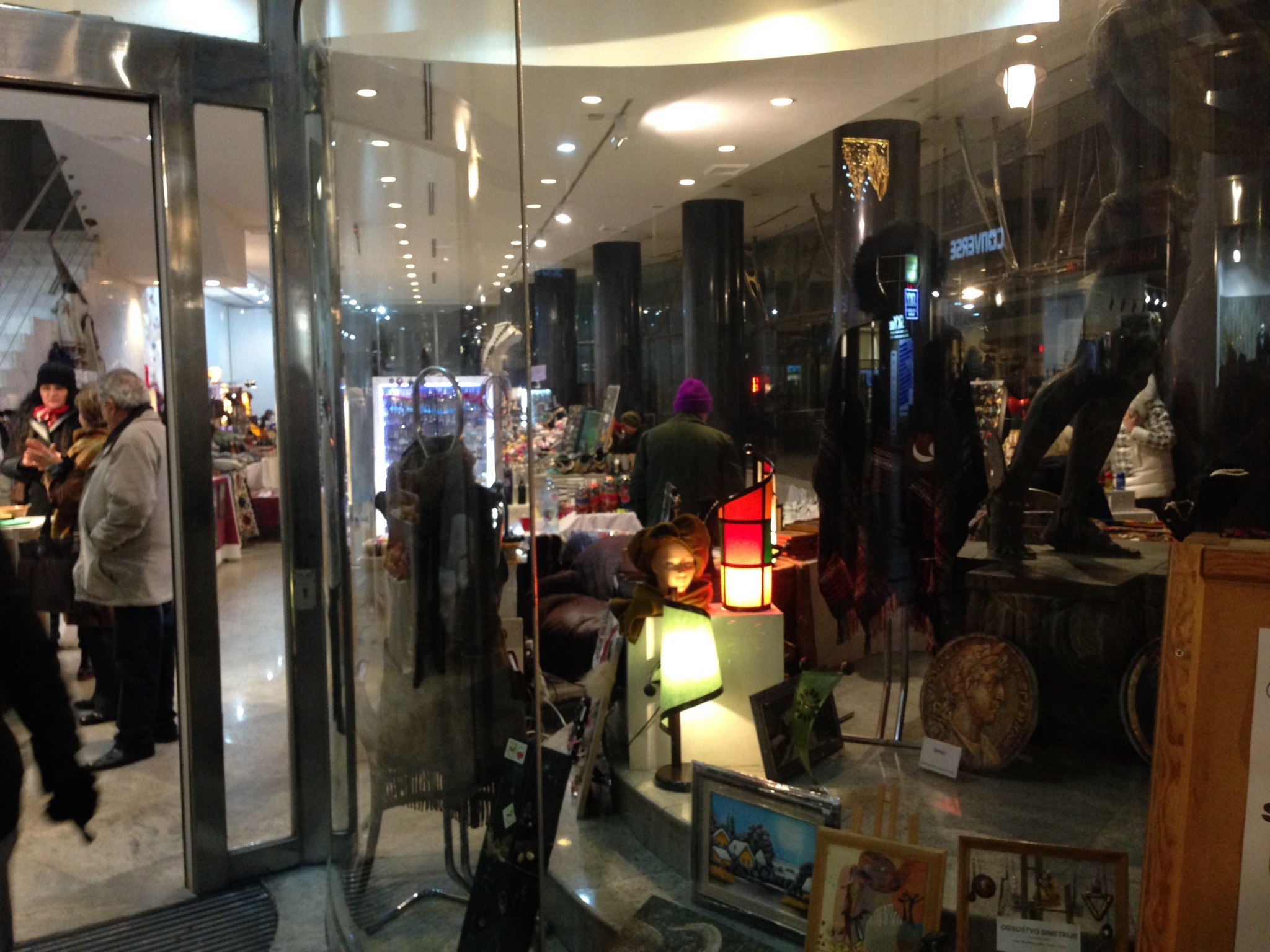
Autre vue de la galerie Progres en 2006.